# Florin des Indes orientales néerlandaises
Le florin des Indes orientales néerlandaises (en néerlandais Nederlands-Indische gulden) est l'unité de compte des Indes orientales néerlandaises utilisée par la Compagnie néerlandaise des Indes orientales (VOC) à partir de 1602 jusqu'en 1800, puis par le Royaume des Pays-Bas à compter de 1814-1816. Cette monnaie a été remplacée par la roupie indonésienne en 1949.

## Avant 1800
En Insulinde, le Nusantara et la Malaisie possédaient différentes formes de monnaies bien avant l'arrivée des premiers européens. Y circulaient par exemple le kupang d'or, d'un poids moyen de 0,6 g, frappé aux noms des différents sultans régnants, à partir du XIIIe siècle. Le royaume du Majapahit voit circuler des sapèques, les monnaies impériales chinoises, à cette même époque, qui sont appelées kepeng, faites de cuivre. Des versions locales produites en étain y apparaissent au XIVe siècle, ainsi que des pièces en argent et en or.

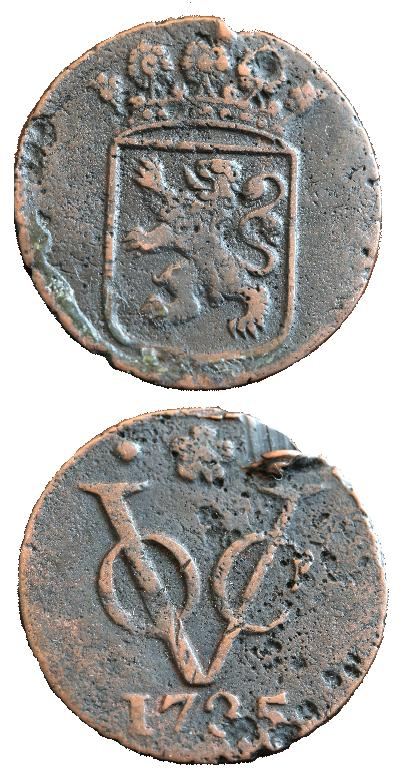
Duit frappé par la VOC en 1735 circulant à Java.

L'arrivée des compagnies néerlandaises réunies à partir de 1602 sous la seule Compagnie néerlandaise des Indes orientales (VOC), ne se traduit pas immédiatement par une nouvelle création monétaire. Il faut attendre près d'un demi-siècle pour que la VOC ne se décide à frapper elle-même sa monnaie. Ainsi, tout au long du XVIIe siècle, le sultanat de Palembang frappe sa propre monnaie, appelée pitis (ou picis), comportant un trou en son centre, et une légende en jawi. Sur le plan des échanges, c'est le réal espagnol, contremarqué aux armes de la compagnie, qui domine les transactions, entre autres la pièce de huit réaux, appelée « dollar espagnol » (en néerlandais, spaanse mat ou daalder). Vers 1644-1647, une famine monétaire éclate à Batavia et impose à la VOC d'émettre, avec ses propres armes, en urgence, une pièce en cuivre de ½ stuiver. La pièce de huit réaux, désormais frappée par les Provinces-Unies, est appelée rixdale (rijksdaalder) et est divisée en 48 stuivers. En 1724, les Provinces-Unies et la VOC s'entendent pour introduire une nouvelle unité de compte sur ce territoire, le duit, petite pièce de cuivre d'une valeur de deux penning ; il fallait 8 duits pour 1 stuiver et 160 stuivers pour 1 gulden (florin néerlandais), un taux ramené à 20 stuivers par la suite. En 1744, la VOC signe un traité avec le sultan du Mataram, Pakubuwono II, afin d'y fonder un atelier monétaire. En sortent entre autres des roupies d'argent, imitées de la roupie indienne. Durant tout le XVIIIe, un certain désordre monétaire règne. La VOC est liquidée en 1799, puis nationalisée l'année suivante par la République batave. Cependant, de 1786 à 1791, elle était parvenue à fabriquer avec régularité des pièces de 10 stuivers (½ florin), 1 florin et 3 florins.

## Émissions gouvernementales

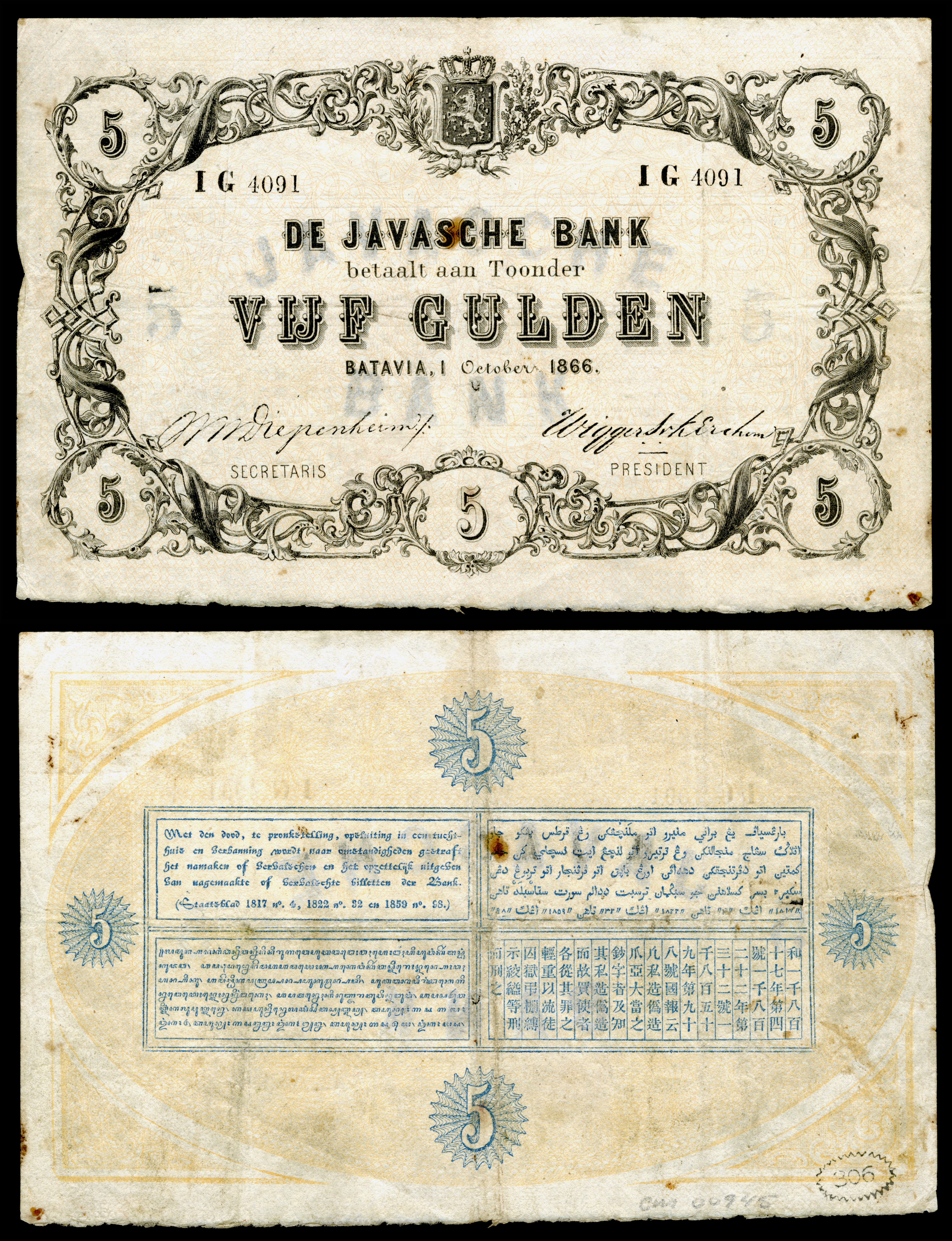
Billet de 5 florins (1866) de la De Javasche Bank : au verso, mentions en néerlandais, javanais, jawi et mandarin.

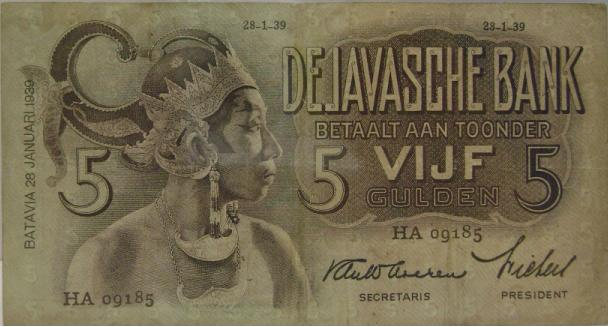
Billet de 5 florins série 1939 (recto).

À compter de 1802, des multiples en argent du florin sont frappés aux armes de l'Indiæ batavorum pour des valeurs de 1/16, 1/8, 1/4, et 1/2 florin, avec comme mention abrégée au revers Moneta Argentea Ordinum Foederatorum Belgii Hollandia. Puis le Royaume de Hollande à partir de 1806, poursuit les frappes, placées sous l'autorité du gouverneur des Indes néerlandaises, Herman Willem Daendels. Après une brève période d'occupation par les Britanniques, le royaume des Pays-Bas reprend ses émissions pour les Indes orientales néerlandaises. Le florin néerlandais y est à parité avec la monnaie locale. À compter de 1815, d'importantes quantités de papier monnaie sont produites, garanties par la De Bank Courant en Bank van Leening, qui est nationalisée en 1817. La De Javasche Bank (DJB) est fondée à Batavia en 1828 et elle émet ses propres billets.
En 1854, le système est décimalisé, 1 florin équivaut à 100 cents. Les dernières pièces sont frappées en 1945. Quant aux billets, les dernières émissions datent de 1947. 
En mars 1942, l'Armée impériale japonaise prend le contrôle de toutes les colonies néerlandaises et y fabrique des billets et pièces libellés en gulden et en langue néerlandaise. Ils impriment plusieurs milliards de coupures, créant une vague d'hyperinflation. Puis, ils décident de soutenir les mouvements indépendantistes et de promouvoir une nouvelle monnaie, la « roupie des Indes néerlandaises ». 
Les Indépendantistes contrôle une grande partie de l'archipel quand les autorités financières néerlandaises reprennent pied à Batavia fin 1945. Le 3 octobre 1946, les Indépendantistes proclament l'indépendance et produisent les premières roupies sous la forme de billets de banque montrant au recto Sukarno, et au verso un volcan fumant, vignettes garanties par la Bank Negara Indonesia.
En 1949, le florin des Indes orientales néerlandaises est officiellement remplacé par la rupiah, au taux de 3,8 rupiah pour un dollar américain soit 4 florins néerlandais, ce qui revient à une quasi parité avec la monnaie des anciens colons. Ce taux s'effondre dès l'année suivante, passant à 7 rupiah pour un dollar, voire 11 sur le marché de l'importation.
Le 30 avril 1951, la De Javasche Bank est nationalisée par la République confédérée d'Indonésie (Republik Indonesia Serikat) puis devient la Bank Indonesia, faisant office de banque centrale à partir de 1953.